# Trouville-sur-Mer
Trouville-sur-Mer é uma comuna francesa na região administrativa da Normandia, no departamento Calvados. Estende-se por uma área de 6,79 km². Em 2010 a comuna tinha 4 703 habitantes (densidade: 692,6 hab./km²).